# Тліючий розряд
Тлі́ючий розря́д (також же́врійний розря́д) — тип газового розряду із неоднорідним розподілом електричного поля між катодом і анодом.
Це самостійний розряд, в якому катод випромінює електрони внаслідок бомбардування позитивними йонами й високоенергетичними світловими квантами.
При тліючому розряді проміжок між катодом і анодом розділяється на області, що характеризуються різною яскравістю, і в яких відбуваються різні процеси. Основний спад напруги при тліючому розряді відбувається поблизу катода. Його називають катодним падінням потенціалу.

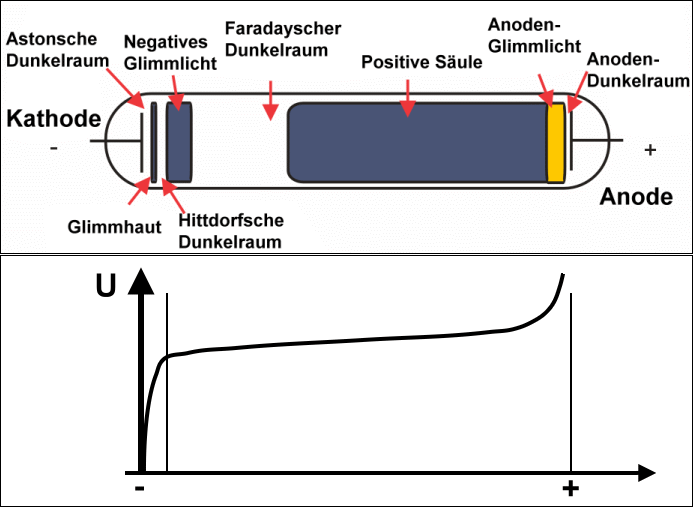
Області тліючого розряду і падіння напруги в них

## Області тліючого розряду
В тліючому розряді виділяють такі області:
- Астонів темний простір.

Це вузька (десяті долі міліметра) область, в якій електрони ще не встигають набрати достатньої енергії для збудження молекул газу. Тому ця область відносно темна.
- Катодний шар.

Яскрава область, у якій електрони вже мають достатню енергію для збудження нейтральних молекул газу, але цієї енергії ще не досить для ударної іонізації.
- Темний катодний простір.

Область іонізації газу й наростання електронних лавин. Яскравість цієї області порівняно невелика, тому її називають темною, хоча вона такою лише здається. В темному катодному просторі й катодному шарі відбувається основне падіння напруги, тобто це область де напруженість електричного поля найбільша. Темний катодний шар різко обривається, переходячи в область тліючого світіння там, де напруженість поля спадає до незначної величини.
- Область тліючого світіння.

Це область малого електричного поля, яка починається одразу ж за катодним шаром. Електричне поле в ній недостатнє для розгону електронів, тому в ній електронні лавини закінчуються. Яскраве світіння цієї області зумовлене процесами рекомбінації електронів і йонів, в результаті якої утворюється багато нейтральних молекул в збудженому стані.
- Фарадеїв темний простір.

Відносно темна ділянка, до якої вже не добираються енергетичні електрони.
- Позитивний стовп розряду.

Простягається від Фарадеєвого темного простору майже до самого анода. Не є обов'язковим для підтримання розряду. При малих віддалях між катодом і анодом зникає. Позитивний стовп іноді розділяється на темніші й світліші області — страти. Для нього властива відносно велика іонізація й провідність газу. Густина просторового заряду в позитивному стовпі невелика.
- Темний анодний простір.

Область із малою кількістю позитивних іонів. Завдяки цьому електрони в ній розганяються, що призводить до анодного світіння.
- Область анодного світіння.

Остання область перед анодом, в якій прискорені електрони віддають свою енергію.

## Фізика розряду
Під час тліючого розряду позитивні іони проходячи велику різницю потенціалів на катодному падінні напруги отримують велику швидкість. Оскільки катодне падіння напруги розташоване у тонкому шарі газу, то тут практично не відбувається зіткнень іонів з атомами газу, і тому, проходячи через область катодного падіння напруги, іони отримують дуже велику кінетичну енергію. Внаслідок цього при зіткненні з катодом вони вибивають з нього деяку кількість електронів, які починають рух до анода. Проходячи катодне падіння напруги електрони прискорюються, і при зіткненні з атомами газу в найвіддаленішій частині розряду (позитивний стовп розряду) здійснюють іонізацію ударом. Позитивні іони, що при цьому виникають, знову прискорюються катодним падінням і вибивають з катода нові електрони тощо. Таким чином, відбувається утворення все нових іонів, і розряд продовжується до тих пір, поки на електродах підтримується необхідна напруга. Отже причиною іонізації газу в тліючим розряді є ударна іонізація та вибивання електронів із катода позитивними іонами. Отже чим міцніше зв'язані електрони в металі катода, тим більшу енергію повинні отримати позитивні іони для їх вибивання, а отже тим більшим повинно бути катодне падіння в розряді. Тому катодне падіння потенціалу залежить від матеріалу катода. Також воно залежить від типу газу.

## Використання
Тліючий розряд використовується в люмінесцентних лампах, плазмових телевізорах, для досліджень із фізики плазми та елементного аналізу.